# المراحض (مناخة)

تعديل مصدري - تعديل

المراحض هي إحدى قرى عزلة مناخة بمديرية مناخة التابعة لمحافظة صنعاء، بلغ تعداد سكانها 8 نسمة حسب تعداد اليمن لعام 2004.